# Germania (biểu tượng)

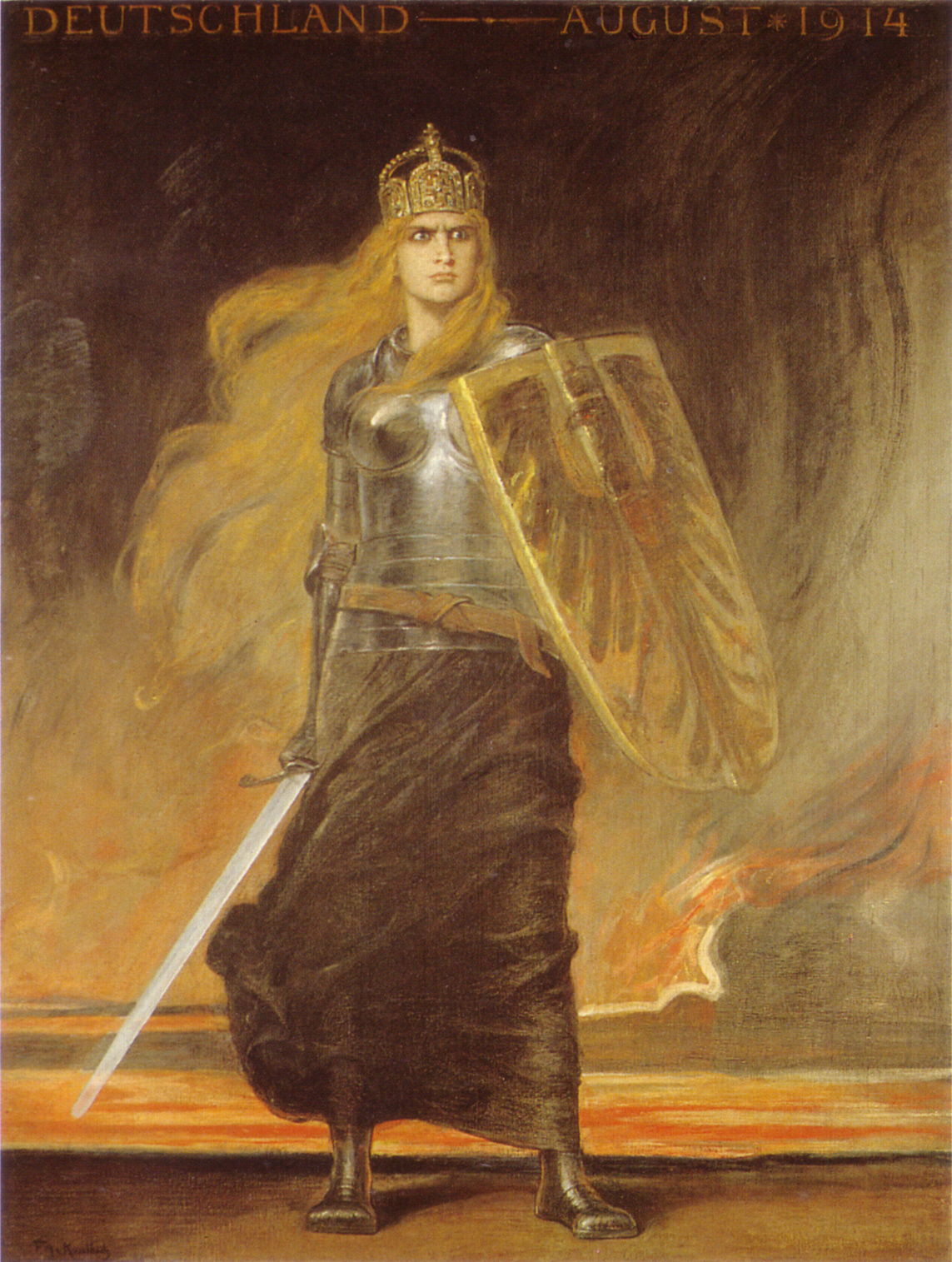
Germania

Germania là hiện thân và biểu tượng của đế quốc Đức cũng như toàn thể nước Đức, đây là hình tượng phổ biến nhất liên quan đến các cuộc cách mạng năm 1848, sau đó là Đế chế Đức. Germania thường được gọi là "Reichsschwert" (Nữ hoàng và thanh kiếm). Cô là đôi khi được miêu tả là như là mang theo hoặc đeo vương miện Hoàng gia của Thánh chế La Mã (vòng nguyệt quế). Cô thường được mô tả như một cô gái trẻ, tóc hung, mặc áo giáp, tóc dài chảy xuống, luôn mang theo một thanh gươm và tấm khiên theo phong cách thời trung cổ. Đôi khi, lá chắn mang hình ảnh của một con đại bàng đen. Trước-1871, cô được thể hiện giữ lá cờ đen-đỏ-vàng của Đức hiện đại, nhưng trong sau năm 1871 miêu tả, cô được thể hiện là người giữ lá cờ đen- trắng -đỏ của Đế chế Đức.

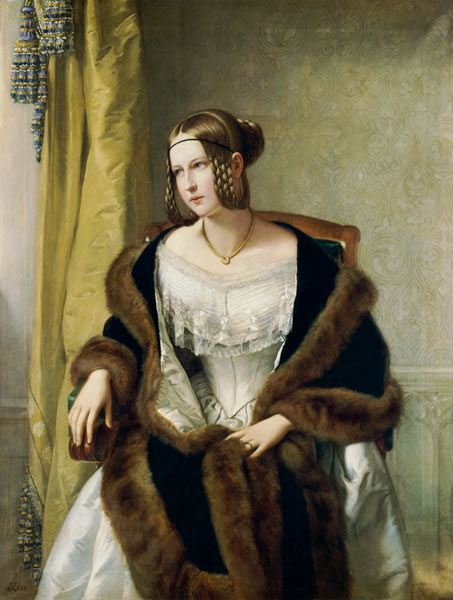
Germania khi cởi bỏ giáp áo